# Babben
Babben (niedersorbisch Babin) ist ein Ortsteil der amtsangehörigen Gemeinde Massen-Niederlausitz im südbrandenburgischen Landkreis Elbe-Elster. Er befindet sich im 580 km² umfassenden Gebiet des Naturparks Niederlausitzer Landrücken in der Niederlausitz an der Kreisstraße 6229.
Der etwa elf Kilometer nordwestlich von Finsterwalde und fünf Kilometer südlich von Fürstlich Drehna gelegene Ort gehört dem Amt Kleine Elster (Niederlausitz) an.

## Geografie

Logo des Naturparks Niederlausitzer Landrücken

Babben befindet sich im 580 km² umfassenden Gebiet des 1997 gegründeten Naturparks Niederlausitzer Landrücken in der Niederlausitz. Das Dorf liegt an einem kleinen Berghang in einer Endmoränenlandschaft am Lausitzer Grenzwall. Der Boden, auch der kultivierte Ackerboden, besteht nur aus Sand von geringer Ertragsfähigkeit. Die Gemarkung besteht hauptsächlich aus Wald (1230 ha) und geringfügiger Acker- und Wiesenfläche (315 ha). Auf der Gemarkung des Ortes gab beziehungsweise gibt es ein großes Raseneisensteinlager auf einem etwa 1 ha großem Gebiet mit einer Stärke von 2,50 bis 3,10 Meter.

### Umliegende Ortschaften
Babben liegt südlich des Naturschutzgebietes Tannenbusch und Teichlandschaft Groß Mehßow. Umliegende Ortschaften sind der zur Stadt Luckau im Landkreis Dahme-Spreewald gehörende Ortsteil Fürstlich Drehna im Norden, die zur Stadt Calau im Landkreis Oberspreewald-Lausitz gehörenden Ortsteile Groß Mehßow im Nordosten sowie Schrakau und Radensdorf im Osten, der zur ebenfalls im Landkreis Oberspreewald-Lausitz liegenden Gemeinde Bronkow gehörende Gemeindeteil Rutzkau im Südosten, Rehain und Lindthal im Süden, Massen mit dem Wohnplatz Tanneberg und der zur Stadt Sonnewalde gehörende Ortsteil Breitenau im Südwesten, der ebenfalls zu Sonnewalde gehörende Ortsteil Bahren im Westen sowie Gahro und Crinitz im Nordwesten.

### Verkehrslage

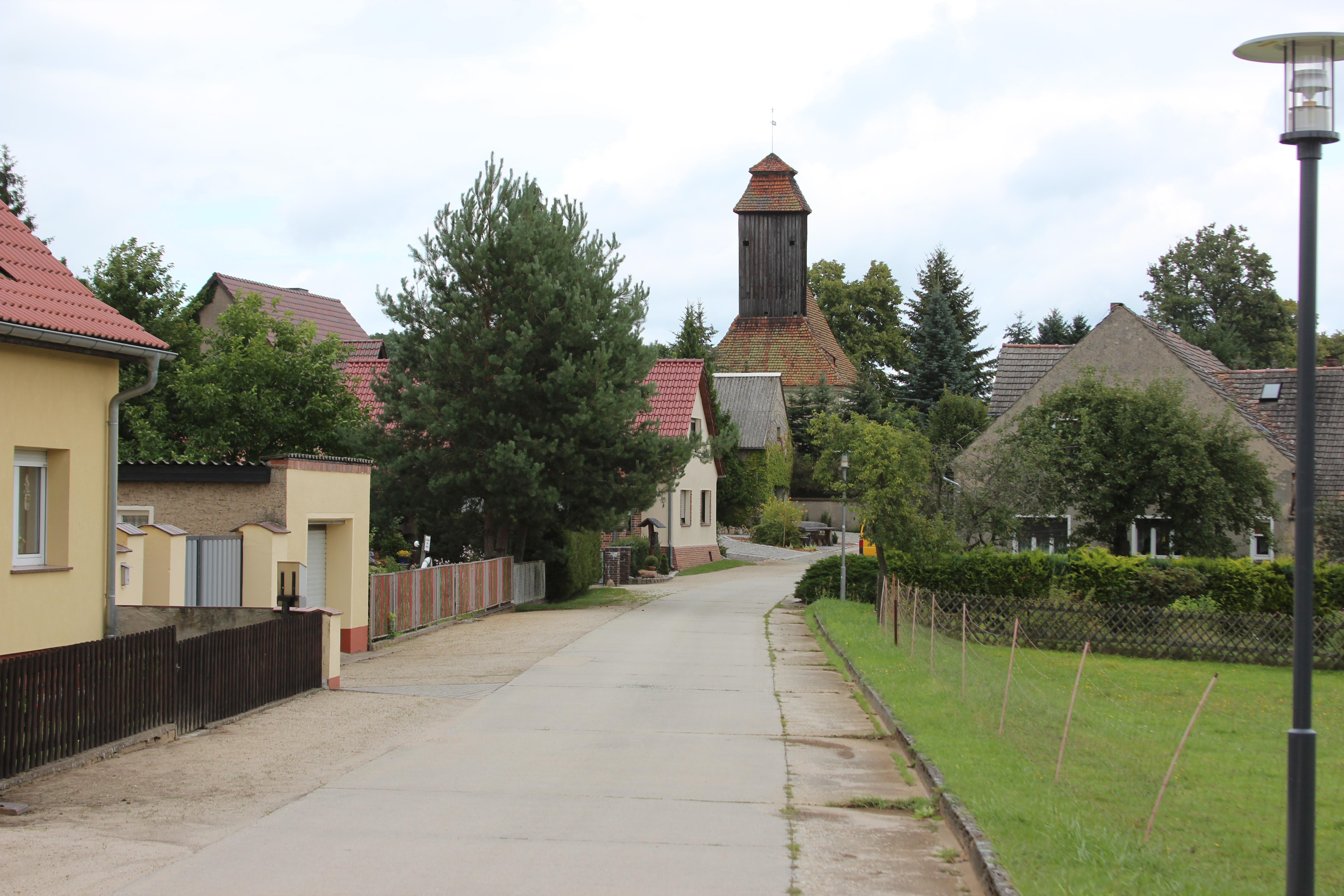
Babben, Dorfstraße mit Kirche

Babben liegt an der Kreisstraße 6229. Diese Straße verbindet den Ort mit Schrakau und schließlich über die Kreisstraße 6625 mit der Stadt Calau. Die nächstgelegenen höherrangigen Straßen sind die Landesstraßen 56, 61 und 553. Die Bundesstraße 96 ist in Richtung Berlin zehn Kilometer und in Richtung Großräschen beziehungsweise Senftenberg knapp zwölf Kilometer entfernt. Die Bundesautobahn 13 (Berlin–Dresden) verläuft knapp sieben Kilometer östlich des Dorfes, die nächstgelegenen Autobahnanschlussstellen Calau und Bronkow sind beide 14 Kilometer von Babben entfernt.
Die Bahnstrecke Halle–Cottbus verläuft durch den südlichen Teil der Gemarkung Babbens. Die nächsten Bahnhöfe befinden sich in Gollmitz und in Finsterwalde.

## Geschichte

### Frühgeschichte, Ortsgründung und Mittelalter
Zwei Bodenfunde aus der jüngeren Steinzeit (etwa 3000 bis 1700 v. Chr.) zeugen davon, dass die Gemarkung von Babben schon in dieser Zeitepoche begangen wurde. Ein Hügelgräberfeld aus der mittleren Bronzezeit (etwa 1500 v. Chr.) weist auf eine frühe Besiedlung im Gebiet des heutigen Babbens hin. Ein Knüppeldamm, der beim Bau der Wasserleitung in 1,5 m Tiefe entdeckt wurde, stammt aus der spätslawischen/frühdeutschen Zeit um das Jahr 1000. Vermutlich Im 13./14. Jahrhundert erfolgte die erste deutsche Besiedlung mit der Gründung eines Dorfes. Zahlreiche östlich der Kirche gefundene Keramikscherben aus dieser Zeit stützen diese Vermutung.
Babben lag an einer der zwei großen Pechofenstraßen in der Region. Sie verlief über Drehna und Gahro nach Weißack. So soll sich unweit von Drehna eine Pechhütte befunden haben, die zur Standesherrschaft Drehna gehörte. In Babben fand man bei Ausgrabungen im Jahre 1985 Spuren eines Pechofens. Die gefundene Ofenkeramik weist auf einen Ofen hin, der etwa in die Zeit von 1000 bis 1200 datiert und der vermutlich mit dem Drehnaer Pechofen in Verbindung stand.

### Ersterwähnung
Die erste urkundliche Erwähnung von Babben, das als Runddorf angesiedelt wurde, findet sich im ehemaligen Landesarchiv Lübben, bei der Herrschaft Sonnewalde vom 27. Mai 1504. Der Ortsname ist sorbischen Ursprungs und bedeutet in etwa „Altweibersiedlung“, abgeleitet von dem Wort „Baba“ für Großmutter.
Babben gehörte seit alters her zur Standesherrschaft Drehna. Aus einer Lehnsurkunde vom 14. Dezember 1570 geht hervor, dass die Ritter von Minckwitz mit Schloss und Gut Fürstlich Drehna samt Vorwerk (19 Hufen) und den Dörfern Drehna, Bergen, Presenchen, Tugam, Schrackau, Babben (mit Vorwerk und 9 Hufen) und Gollmitz belehnt wurden.
In einem Pachtanschlag über die Nutzung des Gutes in Drehna von 1636 werden die Ortschaften Drehna, Bergen, Presehnchen, Tugam, Schrackau, Babben, Groß Bahren und Klein Bahren angegeben.

### Babben im 18. und 19. Jahrhundert

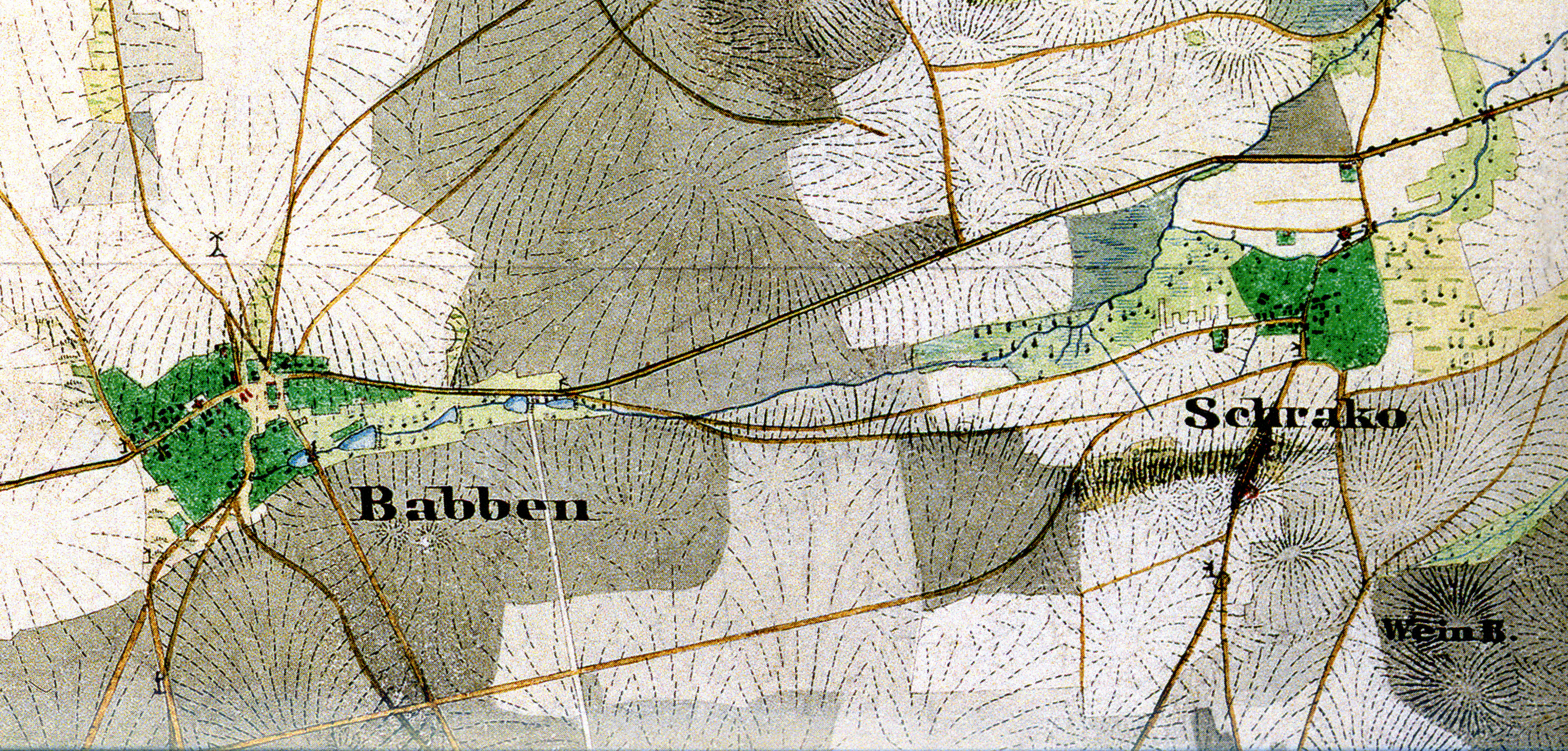
Babben und Schrakau. Auszug aus dem Urmeßtischblatt Crinitz, 1847.

Im Jahre 1708 gab es in Babben 5 Bauerngüter und 2 Gärtner (Kossäten), 10 Personen im Alter von 12 bis 60 Jahren. Über hundert Jahre später wurden im Jahr 1818 23 Feuerstellen (Wohnungen, bedingt auch Wohnhäuser) mit 125 Einwohnern gezählt. 1818 und 1840 wurden die Windmühle, eine Schäferei und ein Forsthaus erwähnt. Das Dorf Babben besaß eine Schule dessen Schulhaus im Jahre 1888 erneuert wurde. Die ärztliche Versorgung erfolgte im 19. Jahrhundert in den benachbarten Städten und durch einen Wundarzt in Fürstlich Drehna (1856). Hebammen gab es in Fürstlich Drehna und Schrakau (1856).
Babben besaß ein Vorwerk, das ebenfalls zur Standesherrschaft Drehna (später Fürstlich Drehna) gehörte. Seine Größe betrug im Jahr 1856 1442 ha, davon 1230 ha Wald, 154 ha Acker und 2,5 ha Wiese. Die Größe der bäuerlichen Grundstücke (Anzahl: 18) betrug 158 ha. Die Gemarkungsgröße umfasste insgesamt 1652 ha. Auf Grund des großen Waldbestandes mit Heidekraut betrieb man Heideimkerei (1856). Auch ließ der Standesherr die Bauern der Dörfer im Winter zur Forstarbeit nach Babben verpflichten, wodurch sie sich ein kleines zusätzliches Nebeneinkommen erwirtschaften konnten. Später im 19. Jahrhundert gab es in Babben 28 Häuser mit knapp 150 Einwohnern. Der Ort war mit 8.475 Talern Brand-Assekuranz versichert. Im Dorf gab es 37 Ochsen, 27 Kühe und 35 Schweine.

### Babbener Fischzucht
In Babben liegt das Quellgebiet des Baches Schrake mit mehreren Quellen, in denen Grundwasser aus den Höhen des Lausitzer Grenzwalls an die Oberfläche tritt. Die Quellen waren vermutlich der Grund, warum sich hier die ersten Siedler niederließen. Von einem großen Dorf vor dem Dreißigjährigen Krieg ist die Rede, aber auch von Waldarbeitern, die hier ihre Unterkünfte bauten. Ein Urmesstischblatt von 1847 zeigt, dass man fünf Teiche zur Fischzucht und als Wasserspeicher anlegte. Von der Standesherrschaft Fürstlich Drehna wurden die Babbener Teiche, wie auch die in Pademack, zur Karpfenaufzucht genutzt (Laich- und Vorstreckteiche). Während die Jungkarpfen dann in den Teichanlagen der Standesherrschaft in Fürstlich Drehna (Ziegelteich), Tugam (Brasen- und Sandteich) und Wanninchen (Großer Teich) zum Speisekarpfen heranwuchsen. Die Karpfen dienten nicht nur der Eigenversorgung der Standesherrschaft, sondern wurden auch bis Berlin verkauft.
Eine Wassermühle gab der in Babben entspringende Bach Schrake nicht her. Deswegen nutzte man zeitweise eine nördlich vom Dorf aufgebaute Windmühle, die zwischen den Jahren 1818 und 1867 mehrmals nachgewiesen werden konnte. Durch den Babbener Ursulagrund hindurch schlängelt sich der Bach Schrake ostwärts bis zum, ebenfalls zur Standesherrschaft Fürstlich Drehna gehörenden Dorf Schrackau. Hier konnte bereits eine Wassermühle betrieben werden, die neben Schrakau auch Babben mit versorgte.

### Mörderjagd im Babbener Forst

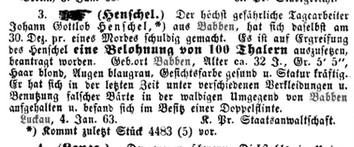
Steckbrief zu Johann Gottlob Henschel im Königlich-preußischen Central-Polizei-Blatt, 1863

Mitte des 19. Jahrhunderts sorgte der Babbener Leineweber und Tagelöhner Johann Gottlob Henschel für Aufsehen. Der mehrfach vorbestrafte Henschel hatte seine Frau erschossen, weil sie ihm untreu war. Der Mord soll sich am 30. Dezember 1862 zugetragen haben. Henschel befand sich ursprünglich in Untersuchungshaft in Luckau, entwich aber im Frühjahr 1863 und war seither auf der Flucht.
Der Überlieferung nach kam es danach zu regelrechten Jagden auf den Flüchtigen. Der Steckbrief, der im Januar 1863 im Königlich-preußischen Central-Polizei-Blatt veröffentlicht wurde, beschrieb Henschel als mit einer zweiläufigen Flinte bewaffnet und höchst gefährlich. Außerdem wurde berichtet, dass er mit falschen Bärten und verkleidet unterwegs sei. Wiederholt gesichtet wurde der damals 32-Jährige anschließend in Babben und Umgebung. Als Belohnung für seine Ergreifung wurden 100 Taler ausgelobt.
Die preußische Regierung sah sich schließlich genötigt, das 62 Mann starke Jägerbataillon Nr. 3 von Lübben nach Babben zu entsenden, um Henschel dingfest zu machen. Bevor dieses geschah, erschoss sich der in aussichtsloser Lage befindliche Verbrecher. Versteckt hatte er sich zwischenzeitlich in einer Erdhöhle im Babbener Forst. Seinen Lebensunterhalt sicherte er durch Diebstähle.

### Neuzeit
Durch den Ersten Weltkrieg hatte die Gemeinde Babben sechs Gefallene zu beklagen. Das Vorwerk, welches zu diesem Zeitpunkt 29 Einwohner hatte, ging schließlich im Jahre 1928 in der Gemeinde auf. Ab 1937 gehörte der Ort zum Kirchenkreis Luckau.
Im Zweiten Weltkrieg gab es unter den Einwohnern dreizehn Gefallene.
Kurz vor Kriegsende erfolgte am 20. April 1945 ein Luftangriff auf Babben, der zu einem  Todesopfer und 20 Verletzten führte. Noch am selben Tag zog die Rote Armee im Ort ein. Ebenfalls im April 1945 gab es im Babbener Forst einen ausgedehnten Waldbrand, bei dem etwa 800 Hektar Wald vernichtet wurden.
Nach Gründung der Deutschen Demokratischen Republik im Oktober 1949 schloss 1950 die Babbener Schule. In der Folgezeit kam es zu Verbesserungen der Babbener Infrastruktur. Im Juni 1954 wurde östlich der Ortslage das Babbener Waldbad eröffnet. Drei Jahre später erfolgte die Eröffnung eines Kindergartens, der bis 1975 Bestand hatte. 1964 errichtete man auf dem Friedhof eine Trauerhalle und 1968 begannen die Bauarbeiten für ein Gemeindebüro. Weitere Verbesserungen waren 1975 die Errichtung eines Folienlöschteiches und 1981 der Anschluss des Ortes an das zentrale Trinkwassernetz.
1957 wurde Kurt Krengel zum Bürgermeister von Babben ernannt, der 32 Jahre im Amt bleib. Erst nach der Wende folgten ihm Maria Schallhorn (1990), Maria Mattuschka (1994) und Rudi Hoigk (1998) auf dem Posten. Seit der Eingemeindung nach Massen-Niederlausitz im Jahr 1997 gibt es in Babben einen Ortsvorsteher.
Im Jahr 2025 kam es in der Woche nach den 55. Babbener Festtagen zu einem der größten Waldbrände der letzten Jahre: Im südlichen Babbener Forst brannten ca. 27 Hektar. Die Feuerwehren konnten zur Brandbekämpfung Wasser aus dem frisch sanierten Waldbad entnehmen.

### Bevölkerungsentwicklung
| 1875 | 205 | 1939 | 117 | 1981 | 119 |
| 1890 | 173 | 1946 | 157 | 1985 | 124 |
| 1910 | 144 | 1950 | 152 | 1989 | 117 |
| 1925 | 139 | 1964 | 123 | 1992 | 115 |
| 1933 | 128 | 1971 | 132 | 1996 | 117 |

## Politik

### Administrative Zugehörigkeit
Die Gerichtszugehörigkeit war bis 1849 zum Herrschaftsgericht Fürstlich Drehna, das die Polizeigewalt im Namen der Staatsregierung ausübte. Von 1850 bis 1878 war die Kreisgerichtskommission Finsterwalde zuständig, von 1879 bis 1951 das Amtsgericht Luckau, dann das Landgericht Cottbus. Babben gehörte mit der Standesherrschaft Fürstlich Drehna zum Landkreis Luckau. Mit der 1952 in der DDR durchgeführten Gebietsreform kam Babben zum neu gegründeten Kreis Finsterwalde und Drehna (Fürstlich Drehna) verblieb als südlichstes Dorf im Kreis Luckau.
Nach der Wende lag Babben zunächst im Landkreis Finsterwalde in Brandenburg, wo die Gemeinde sich am 21. Juli 1992 dem Amt Kleine Elster anschloss. Nach der Kreisreform in Brandenburg am 6. Dezember 1993 wurde die Gemeinde Babben dem neu gegründeten Landkreis Elbe-Elster zugeordnet. Am 31. Dezember 1997 wurde Babben zusammen mit den bis dahin ebenfalls eigenständigen Gemeinden Betten, Lindthal und Massen zu der neuen Gemeinde Massen-Niederlausitz zusammengelegt.

### Ortsteilvertretung
Seit dem Zusammenschluss von Babben mit den umliegenden Dörfern Betten, Lindthal und Massen am 31. Dezember 1997 ist der Ort ein Ortsteil der Gemeinde Massen-Niederlausitz. Weitere Ortsteile der Gemeinde sind Gröbitz und Ponnsdorf. Vertreten wird Babben nach der Hauptsatzung der Gemeinde durch den Ortsvorsteher, der direkt gewählt wird.
Ortsvorsteherin in Babben ist derzeit (2017) Maria-Angela Matuschka.
Im Jahr 2024 erfolgte ein Wechsel des Ortsvorstehers, sodass Karsten Perl seit der Wahl sowohl Ortsvorsteher als auch Vorstandsmitglied des Heimatvereins ist.

## Kultur und Sehenswürdigkeiten

### Freizeit und Tourismus
Babben hat ein reges Vereinsleben zu verzeichnen. Der Heimatverein Babben wurde im Dezember 1994 gegründet. Sein Ziel ist es, natürliche, historische und kulturelle Eigenarten der Heimat zu pflegen und dabei Überliefertes mit Neuem sinnvoll zu vereinen sowie weiterzuentwickeln. Darüber hinaus beschäftigen sich seine Mitglieder mit der Erhaltung und Pflege des Ortsbildes sowie der Denkmalpflege.
Traditionsreich ist die Geschichte der örtlichen Freiwilligen Feuerwehr. Als ihr Gründungsdatum gilt der 3. Dezember 1928. In den Brandenburgischen Provinzial-Feuerwehr-Verband wurde sie im Juli 1933 aufgenommen. Die Ortsfeuerwehr Babben ist heute Teil der Freiwilligen Feuerwehr „Amt Kleine Elster (Niederlausitz)“. Im Ort befindet sich ein Feuerwehrhaus, das im Jahr 1960 errichtet wurde.
Ein weiterer Verein in Babben ist der BSV Grün-Weiß Finsterwalde, der mit seiner Sektion Bogenschießen präsent ist. Im Babbener Forst befindet sich der Bogenschießplatz des Vereins, der als Trainings- und Wettkampfstätte dient. Auf dem Gelände befindet sich auch das Vereinsheim der Sektion.
Östlich der Babbener Ortslage befindet sich am Bach Schrake das Waldbad Babben. Das Waldbad wurde im Jahre 1968 zu Naherholungsgebiet erklärt. Auf dem Gelände befinden sich unter anderem eine Gaststätte und ein Campingplatz.
Als jährlicher Höhepunkt gilt in Babben das traditionelle Dorffest, das es seit den 1970er Jahren gibt und das jeweils am letzten Juni-Wochenende stattfindet.

### Bauwerke und Denkmäler

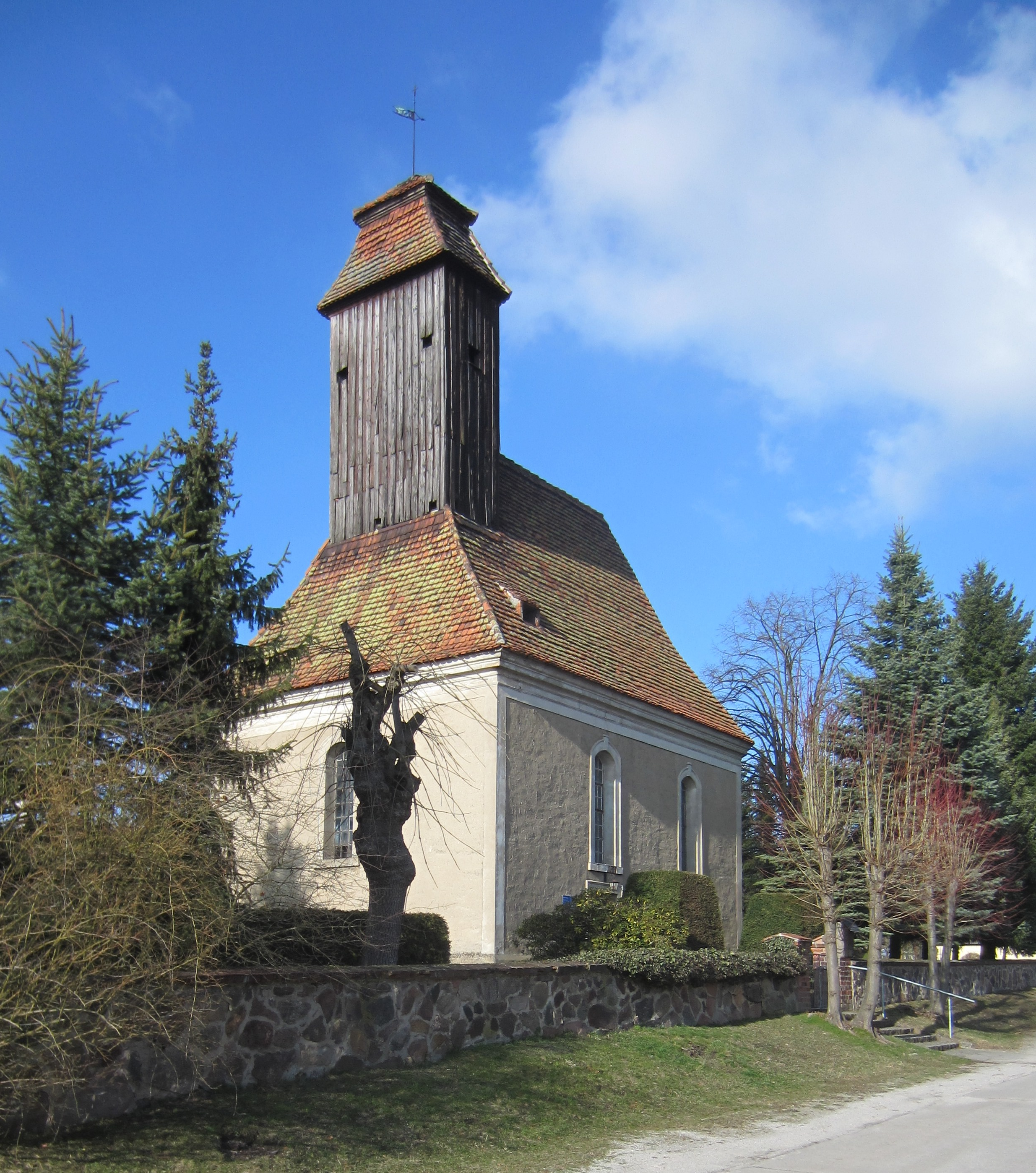
Dorfkirche Babben

Babben hat eine 1733 erbaute Dorfkirche Babben, die eine Filialkirche der Kirchengemeinde Fürstlich Drehna ist. Ob es einen Vorgängerbau gab, ist nicht überliefert. Lediglich die heute noch vorhandene Glocke trägt die Jahreszahl 1481, was für eine ältere Kirche sprechen würde. Aber ebenso kann sie aus einer anderen Kirche stammen, die eine neue Glocke erhielt.
Der heutige denkmalgeschützte Kirchenbau ist ein einfacher rechteckiger verputzter Saalbau aus Backstein mit dreiseitigem Ostschluss. Im Westen befindet sich ein hölzerner Dachturm. Das Innere wird von einer einstigen Hufeisenempore geprägt, die inzwischen verkürzt wurde. Hier ist ein aus der Entstehungszeit stammender Kanzelaltar zu finden, des Weiteren drei Schnitzfiguren aus dem 15. Jahrhundert. Die in der Kirche vorhandene Orgel stammt aus der Zeit um 1850 und wurde vom Sonnewalder Orgelbaumeister Johann Christoph Schröther (1774–1859) errichtet. Sie besitzt eine mechanische Schleiflade, ein Manual und fünf Register. Die Kirche steht in der Gegenwart unter Denkmalschutz.
Die Kirchengemeinde Babben gehört heute zur Evangelischen Kirche Berlin-Brandenburg-schlesische Oberlausitz.

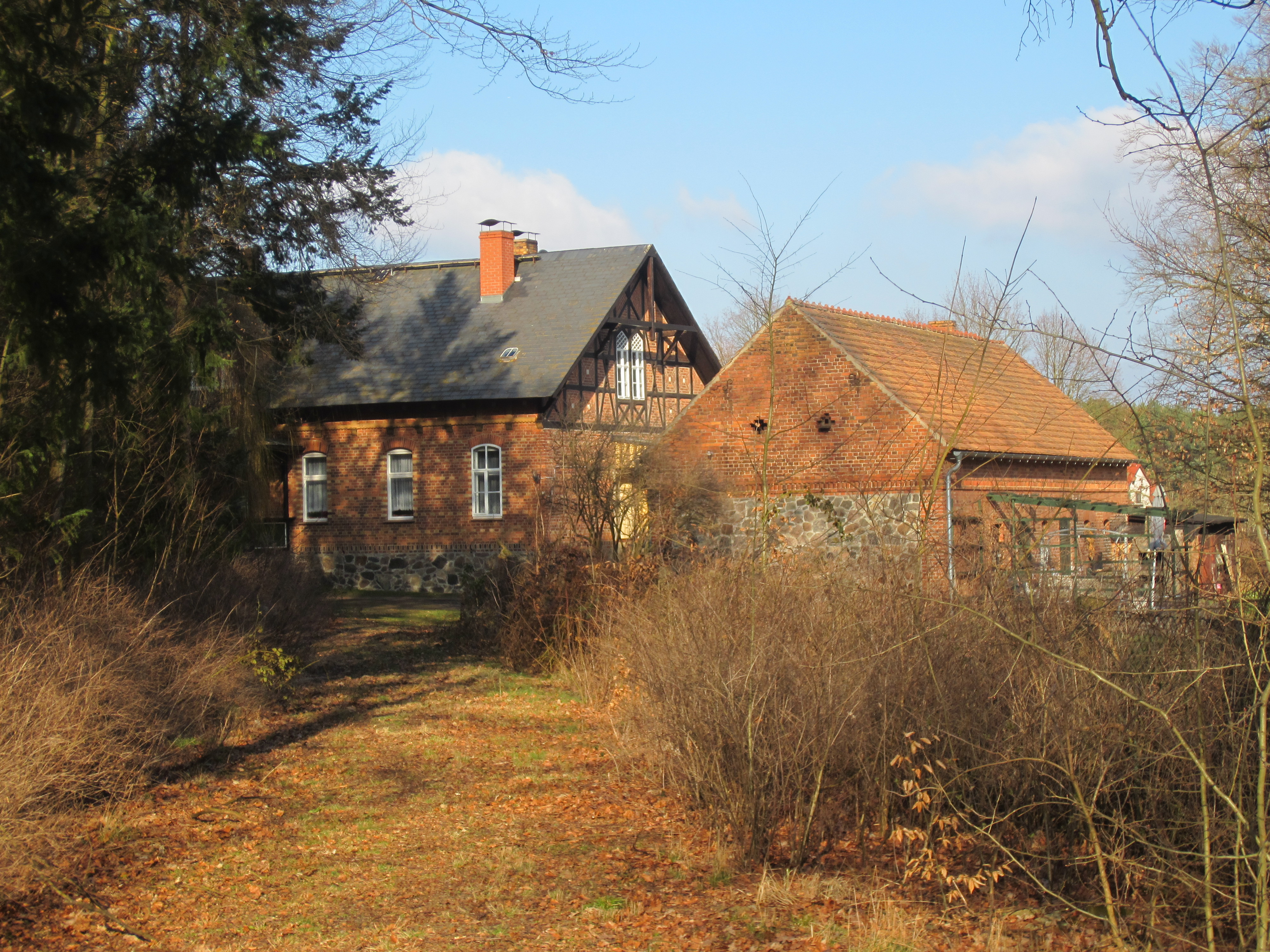
Forsthaus Babben (2017)

Ein weiteres unter Denkmalschutz stehendes Gebäudeensemble im Ort ist das Babbener Forsthaus. Das Hauptgebäude wird auf das Jahr 1880 datiert. Der massive eingeschossige Ziegelbau besitzt ein Satteldach, wobei der Dachstuhl in Fachwerkbauweise errichtet wurde. Ebenso unter Denkmalschutz stehen Stall- und Nebengebäude sowie die Pferdetränke des Anwesens, die wie das Haupthaus aus der Zeit um 1880 stammen.
In Babben wurde ein Gefallenendenkmal zur Erinnerung an die im Zweiten Weltkrieg gefallenen Dorfbewohner aufgestellt. Das Denkmal besteht aus einem Holzkreuz mit Steinsockel. In den Steinsockel ist eine Gedenktafel eingelassen, auf der sich die Namen von 13 Gefallenen befinden.

### Babbener Forst

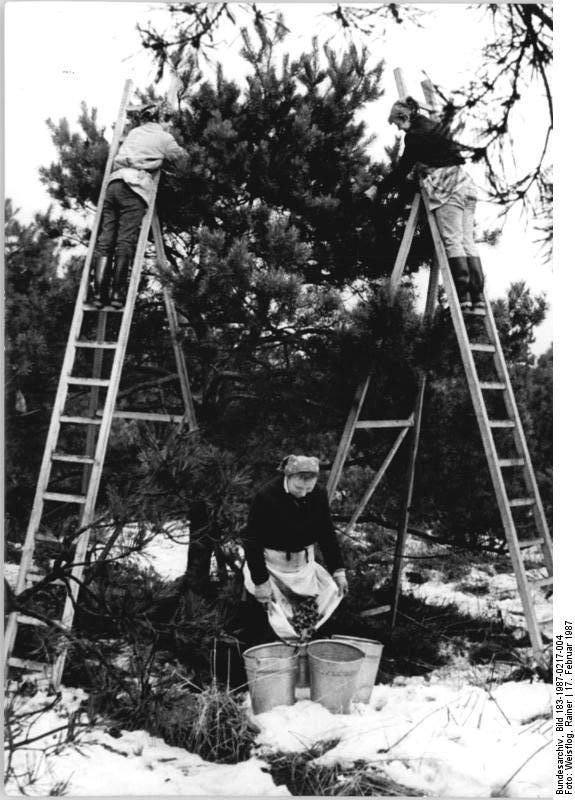
Zapfenernte im Babbener Forst (1987)

Die Umgebung von Babben ist seit altersher sehr waldreich und der Ort ist vom Babbener Forst, oft auch Babbener Heide genannt, umgeben. Das Babbener Forstrevier gehört heute zur Oberförsterei Altdöbern. Es umfasst eine Waldfläche von 5.500 Hektar, die sich auf den Gemarkungen von Massen, Lindthal, Tanneberg und Babben befindet.
Im Babbener Forst gab es eine Anlage zur Gewinnung von Saatgut. Sie zählte zu DDR-Zeiten zu den ältesten und ertragreichsten Plantagen zur Ernte von Nadelbaum-Zapfen im Kreis Finsterwalde.
Der Babbener Forst gilt außerdem als traditioneller Lebensraum des Auerhuhns. Ein Balzplatz befand sich einst südlich der Ortslage von Babben. 1891 wurden im Revier vier Hähne und zehn Hennen gezählt. Die letzte Sichtung von Auerhennen vor der Wende ist vom 10. April 1985 bekannt. In jüngerer Zeit versucht man die Tiere mittels Fangaktionen in Schweden hier wieder anzusiedeln.

### Ursulagrund

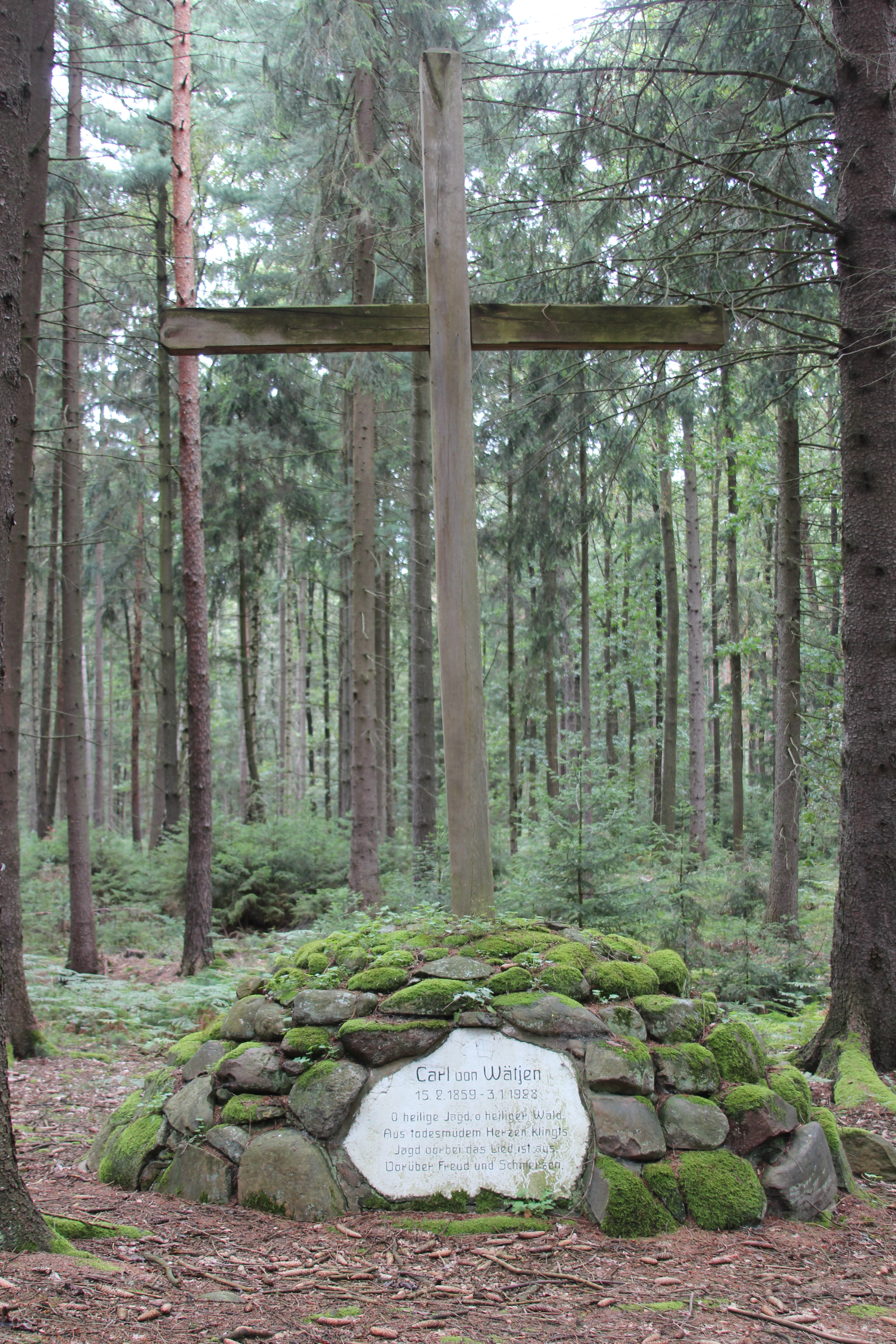
Ursulagrund-Denkmal für Carl von Wätjen

Beim Babbener Ursulagrund handelt es sich um ein Waldstück im Bachtal der Schrake, zwischen Babben und dem benachbarten Schrakau gelegen. Hier ist ein Wanderweg zu finden, der mittels mehrerer Holzbrücken die durch die Niederung schlängelnde Schrake überquert. Benannt wurde das Tal zum Andenken an Gertrud Therese Ursula Wätjen (geb. Dietze, 1864–1899), der ersten Frau des einstigen Besitzers des Drehnaer Schlosses Johann Carl von Wätjen (1858–1928). Er hatte das Schloss nach dem Tod seines Vaters, dem Bremer Reeder Christian Heinrich Wätjen (1813–1887), im Jahre 1887 geerbt. Die Naturliebhaberin Ursula Wätjen hatte den Bachlauf unweit von Babben in ihr Herz geschlossen. Sie starb 1899 bei der Geburt ihres Sohnes Klaus Wilhelm.
Carl von Wätjen ließ hier 1898 einen Ehrenhain anlegen und zu Ehren seines Schwagers Hans von Dietze ein Denkmal errichten. Wätjens Sohn Klaus Wilhelm fiel im Ersten Weltkrieg im Jahre 1918 in Frankreich. Im Ursulagrund befinden sich deswegen zwei große Gedenksteine mit Holzkreuz. Eine Gedenktafel erinnert an Klaus Wilhelm von Wätjen, die andere an Carl von Wätjen. Das Holzkreuz des Denkmals wurde nach Angaben des örtlichen Heimatvereins im Jahre 2002 erneuert.